# Álvaro de Miranda Neto
Álvaro Affonso de Miranda Neto (San Paolo, 5 febbraio 1973) è un cavaliere brasiliano.
Dal 2005 al 2016 è stato il marito di Athina Onassis, unica erede (dal 29 gennaio 2006), oltre alla fondazione Alexander Onassis, dell'enorme patrimonio di suo nonno Aristotele.

## Palmarès

### Olimpiadi
- 2 medaglie:
  - 2 bronzi (Atlanta 1996 nel salto a squadre; Sydney 2000 nel salto a squadre)